# Creston (Ohio)
Creston is een plaats (village) in de Amerikaanse staat Ohio, en valt bestuurlijk gezien onder Medina County en Wayne County.

## Demografie
Bij de volkstelling in 2000 werd het aantal inwoners vastgesteld op 2161.
In 2006 is het aantal inwoners door het United States Census Bureau geschat op 2136, een daling van 25 (-1,2%).

## Geografie
Volgens het United States Census Bureau beslaat de plaats een oppervlakte van
5,7 km², geheel bestaande uit land. Creston ligt op ongeveer 349 m boven zeeniveau.

## Plaatsen in de nabije omgeving
De onderstaande figuur toont nabijgelegen plaatsen in een straal van 12 km rond Creston.